# 최문환
최문환(崔文煥, 1916년 1월 5일~1975년 2월 9일)은 대한민국의 경제학자이자 대학총장이다. 호(號)는 효강(曉岡).

## 생애
일본 와세다 대학교 경제학과를 학사 학위한 이후, 동 대학원에서 경제학 석사 과정을 마쳤다. 이후 서울대학교 대학원 경제학 박사 학위하였으며 이후 연희대학교 상학과 강사 겸 고려대학교 정법대학 교수, 서울대학교 문리과대학 사회학과 교수, 서울대학교 상과대학 교수, 서울대 상과대학장을 거쳐 제10대 서울대학교 총장을 지냈다.